# Campeonato Mineiro 2023
El Campeonato Mineiro de 2023 fue la edición 109.ª del principal campeonato de clubes de fútbol del estado de Minas Gerais. El torneo fue organizado por la Federação Mineira de Futebol y está entre los torneos más importantes del país. Concedió cinco cupos a la Copa de Brasil 2024 y tres más al Campeonato Brasileño de Serie D para equipos que no pertenezcan a ninguna de las demás categorías.
Atlético Mineiro se convirtió en tetracampeón consecutivo tras vencer en la final a su clásico rival, América Mineiro, por un marcador global de 5-2, consiguiendo así su título número 48.

## Sistema de juego
Los 12 equipos participantes del Módulo I serán divididos en tres grupos de cuatro participantes cada uno, en el que los equipos de cada grupo se enfrentarán a los equipos de los dos restantes. De esta forma, todos los equipos jugarán ocho partidos en total durante la primera fase del campeonato.
De acuerdo con el reglamento de la competición, los cuatro mejores equipos de la primera fase (es decir, los tres líderes de cada grupo y el mejor segundo) clasificarán a las semifinales del campeonato. Seguidamente, los clubes que se encuentren entre la quinta y la octava posición disputarán la Copa Inconfidência, mientras que los tres equipos con el menor puntaje (independientemente al grupo que pertenezcan) clasificarán al repechaje para mantenerse en el Módulo I del Campeonato Mineiro.
En la fase final, se jugarán las semifinales y la final en partidos de ida y vuelta. Los mejores equipos en cada fase clasificarán a la siguiente hasta llegar al campeón del torneo. De esta misma forma, se desarrollará la Copa Inconfidência con semifinales y final en partidos de ida y vuelta hasta alcanzar al campeón de esta copa. Por último, los tres equipos del repechaje disputarán partidos de ida y vuelta entre sí completando cuatro juegos cada uno, en el cual los dos equipos con el menor puntaje descenderán al Módulo II del Campeonato Mineiro.

### Criterios de desempate
En caso de empate en la primera fase, se sigue el siguiente orden:
1. Mayor número de partidos ganados.
2. Mejor diferencia de gol.
3. Mayor número de goles a favor.
4. Menor número de tarjetas rojas recibidas.
5. Menor número de tarjetas amarillas recibidas.
6. Sorteo.

En caso de empate en el triangular de descenso, se sigue el siguiente orden:
1. Mayor número de partidos ganados.
2. Mejor diferencia de gol.
3. Mayor número de goles a favor.
4. Enfrentamiento directo.
5. Menor número de tarjetas rojas recibidas.
6. Menor número de tarjetas amarillas recibidas.
7. Sorteo.

En caso de empate en las fases de semifinal y final del Campeonato o de la Copa Inconfidência, se sigue el siguiente orden:
1. Mejor diferencia de gol.
2. Rendimiento en la primera fase del torneo.

## Equipos participantes

### Ascensos y descensos
| Pos. | Descendidos en la temporada 2022 |
| ---- | -------------------------------- |
| 11.º | Uberlândia                       |
| 12.º | URT                              |

| Pos. | Ascendidos del Módulo II 2022 |
| ---- | ----------------------------- |
| 1.º  | Democrata de Sete Lagoas      |
| 2.º  | Ipatinga                      |

### Información de los equipos
| Equipo           | Ciudad               | Estadio (Capacidad)      | Posición 2022   | Títulos (último) |
| ---------------- | -------------------- | ------------------------ | --------------- | ---------------- |
| América Mineiro  | Belo Horizonte       | Independência (23 018)   | 7.º             | 16 (2016)        |
| Athletic Club    | São João del-Rei     | Joaquim Portugal (3500)  | 3.º             | 0                |
| Atlético Mineiro | Belo Horizonte       | Independência (23 018)   | Campeón         | 47 (2022)        |
| Caldense         | Poços de Caldas      | Ronaldo Junqueira (7600) | 4.º             | 1 (2002)         |
| Cruzeiro         | Belo Horizonte       | Mineirão (61 846)        | 2.º             | 38 (2019)        |
| Democrata - GV   | Governador Valadares | Mamudão (8678)           | 5.º             | 0                |
| Democrata - SL   | Sete Lagoas          | Arena do Jacaré (20 500) | 1.º (Módulo II) | 0                |
| Ipatinga         | Ipatinga             | Ipatingão (22 500)       | 2.º (Módulo II) | 1 (2005)         |
| Patrocinense     | Patrocínio           | Pedro Alves (8000)       | 9.º             | 0                |
| Pouso Alegre     | Pouso Alegre         | Manduzão (26 000)        | 10.º            | 0                |
| Tombense         | Tombos               | Almeidão (3050)          | 6.º             | 0                |
| Villa Nova       | Nova Lima            | Castor Cifuentes (5160)  | 8.º             | 5 (1951)         |

## Primera fase

### Grupo A
| Pos. | Equipos          | PJ | PG | PE | PP | GF | GC | Dif. | Pts. |
| ---- | ---------------- | -- | -- | -- | -- | -- | -- | ---- | ---- |
| 1.   | Atlético Mineiro | 8  | 6  | 2  | 0  | 15 | 5  | +10  | 20   |
| 2.   | Athletic Club    | 8  | 4  | 3  | 1  | 13 | 8  | +5   | 15   |
| 3.   | Villa Nova       | 8  | 3  | 1  | 4  | 8  | 14 | −6   | 10   |
| 4.   | Pouso Alegre     | 8  | 2  | 4  | 2  | 7  | 10 | −3   | 10   |

### Grupo B
| Pos. | Equipos         | PJ | PG | PE | PP | GF | GC | Dif. | Pts. |
| ---- | --------------- | -- | -- | -- | -- | -- | -- | ---- | ---- |
| 1.   | América Mineiro | 8  | 5  | 3  | 0  | 15 | 6  | +9   | 18   |
| 2.   | Caldense        | 8  | 1  | 2  | 5  | 9  | 15 | −6   | 5    |
| 3.   | Patrocinense    | 8  | 1  | 1  | 6  | 8  | 13 | −5   | 4    |
| 4.   | Democrata - SL  | 8  | 0  | 4  | 4  | 6  | 12 | −6   | 4    |

### Grupo C
| Pos. | Equipos        | PJ | PG | PE | PP | GF | GC | Dif. | Pts. |
| ---- | -------------- | -- | -- | -- | -- | -- | -- | ---- | ---- |
| 1.   | Cruzeiro       | 8  | 3  | 3  | 2  | 11 | 7  | +4   | 12   |
| 2.   | Tombense       | 8  | 3  | 2  | 3  | 14 | 12 | +2   | 11   |
| 3.   | Democrata - GV | 8  | 2  | 4  | 2  | 8  | 10 | −2   | 10   |
| 4.   | Ipatinga       | 8  | 2  | 3  | 3  | 9  | 11 | −2   | 9    |

|  |                                         |
|  | Clasificados a la fase final.           |
|  | Clasificados a la Copa Inconfidência.   |
|  | Clasificados al Triangular de descenso. |

### Resultados
- Los estadios y horarios del torneo se encuentra en la página oficial de la FMF.[3]

- La hora de cada encuentro corresponde al huso horario correspondiente al estado de Minas Gerais (UTC-3).

| Athletic Club    | 3 - 1 | Tombense        | Joaquim Portugal | 21 de enero   | 15:00 |
| Atlético Mineiro | 2 - 1 | Caldense        | Independência    | 21 de enero   | 16:30 |
| Patrocinense     | 1 - 2 | Cruzeiro        | Pedro Alves      | 21 de enero   | 19:00 |
| Pouso Alegre     | 0 - 4 | América Mineiro | Manduzão         | 22 de enero   | 18:30 |
| Democrata - GV   | 1 - 0 | Democrata - SL  | Mamudão          | 23 de enero   | 20:30 |
| Villa Nova       | 3 - 2 | Ipatinga        | Castor Cifuentes | 22 de febrero | 20:30 |

| Cruzeiro        | 1 - 1 | Athletic Club    | Independência     | 28 de enero | 10:30 |
| Caldense        | 2 - 2 | Democrata - GV   | Ronaldo Junqueira | 28 de enero | 16:00 |
| Democrata - SL  | 0 - 0 | Pouso Alegre     | Arena do Jacaré   | 28 de enero | 16:00 |
| Tombense        | 1 - 2 | Atlético Mineiro | Soares de Azevedo | 29 de enero | 11:00 |
| América Mineiro | 2 - 1 | Villa Nova       | Independência     | 29 de enero | 18:30 |
| Ipatinga        | 2 - 1 | Patrocinense     | Ipatingão         | 1 de marzo  | 20:00 |

| Democrata - GV  | 1 - 1 | Athletic Club    | Mamudão           | 3 de febrero | 20:30 |
| Democrata - SL  | 0 - 1 | Villa Nova       | Arena do Jacaré   | 4 de febrero | 16:00 |
| América Mineiro | 1 - 0 | Cruzeiro         | Mané Garrincha    | 4 de febrero | 16:30 |
| Pouso Alegre    | 3 - 2 | Patrocinense     | Manduzão          | 4 de febrero | 17:00 |
| Ipatinga        | 0 - 1 | Atlético Mineiro | Ipatingão         | 4 de febrero | 19:00 |
| Tombense        | 3 - 0 | Caldense         | Soares de Azevedo | 4 de febrero | 19:00 |

| Athletic Club    | 1 - 1 | América Mineiro | Joaquim Portugal  | 7 de febrero | 20:00 |
| Cruzeiro         | 0 - 1 | Pouso Alegre    | Independência     | 7 de febrero | 21:30 |
| Atlético Mineiro | 3 - 0 | Democrata - SL  | Independência     | 8 de febrero | 19:15 |
| Caldense         | 0 - 1 | Ipatinga        | Ronaldo Junqueira | 8 de febrero | 20:00 |
| Patrocinense     | 1 - 2 | Tombense        | Pedro Alves       | 8 de febrero | 20:00 |
| Villa Nova       | 1 - 1 | Democrata - GV  | Castor Cifuentes  | 8 de febrero | 20:30 |

| Caldense        | 2 - 1 | Villa Nova       | Ronaldo Junqueira | 11 de febrero | 16:00 |
| América Mineiro | 2 - 1 | Democrata - GV   | Independência     | 11 de febrero | 18:00 |
| Patrocinense    | 1 - 0 | Athletic Club    | Pedro Alves       | 12 de febrero | 11:00 |
| Democrata - SL  | 2 - 2 | Ipatinga         | Arena do Jacaré   | 12 de febrero | 16:00 |
| Pouso Alegre    | 1 - 1 | Tombense         | Manduzão          | 12 de febrero | 17:00 |
| Cruzeiro        | 1 - 1 | Atlético Mineiro | Independência     | 13 de febrero | 20:00 |

| Athletic Club    | 3 - 2 | Caldense        | Joaquim Portugal  | 17 de febrero | 19:30 |
| Ipatinga         | 1 - 1 | América Mineiro | Ipatingão         | 17 de febrero | 21:30 |
| Atlético Mineiro | 2 - 1 | Patrocinense    | Independência     | 18 de febrero | 16:30 |
| Tombense         | 2 - 2 | Democrata - SL  | Soares de Azevedo | 18 de febrero | 17:00 |
| Villa Nova       | 0 - 4 | Cruzeiro        | Castor Cifuentes  | 18 de febrero | 19:00 |
| Democrata - GV   | 1 - 0 | Pouso Alegre    | Mamudão           | 20 de febrero | 20:30 |

| Caldense         | 1 - 2 | Cruzeiro        | Ronaldo Junqueira | 23 de febrero | 16:30 |
| Democrata - SL   | 1 - 2 | Athletic Club   | Arena do Jacaré   | 25 de febrero | 16:00 |
| Atlético Mineiro | 1 - 1 | América Mineiro | Mineirão          | 25 de febrero | 16:30 |
| Patrocinense     | 1 - 1 | Democrata - GV  | Pedro Alves       | 25 de febrero | 18:00 |
| Ipatinga         | 1 - 1 | Pouso Alegre    | Ipatingão         | 26 de febrero | 16:00 |
| Tombense         | 3 - 0 | Villa Nova      | Soares de Azevedo | 27 de febrero | 19:00 |

| América Mineiro | 3 - 1 | Tombense         | Independência    | 4 de marzo | 16:30 |
| Athletic Club   | 2 - 0 | Ipatinga         | Joaquim Portugal | 4 de marzo | 16:30 |
| Cruzeiro        | 1 - 1 | Democrata - SL   | Kleber Andrade   | 4 de marzo | 16:30 |
| Democrata - GV  | 0 - 3 | Atlético Mineiro | Mamudão          | 4 de marzo | 16:30 |
| Pouso Alegre    | 1 - 1 | Caldense         | Manduzão         | 4 de marzo | 16:30 |
| Villa Nova      | 1 - 0 | Patrocinense     | Castor Cifuentes | 4 de marzo | 16:30 |

## Triangular de descenso

### Tabla de posiciones
| Pos. | Equipos        | PJ | PG | PE | PP | GF | GC | Dif. | Pts. |
| ---- | -------------- | -- | -- | -- | -- | -- | -- | ---- | ---- |
| 1.   | Patrocinense   | 3  | 2  | 1  | 0  | 4  | 1  | +3   | 7    |
| 2.   | Caldense       | 4  | 1  | 1  | 2  | 3  | 3  | 0    | 4    |
| 3.   | Democrata - SL | 3  | 1  | 0  | 2  | 1  | 4  | −3   | 3    |

|  |                                                     |
|  | Descendidos al Campeonato Mineiro - Módulo II 2024. |

### Resultados
- Los estadios y horarios del torneo se encuentra en la página oficial de la FMF.
- La hora de cada encuentro corresponde al huso horario correspondiente al estado de Minas Gerais (UTC-3).

| Patrocinense | 2 - 0 | Democrata - SL | Pedro Alves | 12 de marzo | 10:00 |

| Democrata - SL | 1 - 0 | Caldense | Arena do Jacaré | 18 de marzo | 18:00 |

| Caldense | 1 - 1 | Patrocinense | Ronaldo Junqueira | 22 de marzo | 20:00 |

| Patrocinense | 1 - 0 | Caldense | Pedro Alves | 26 de marzo | 10:00 |

| Caldense | 2 - 0 | Democrata - SL | Ronaldo Junqueira | 2 de abril | 16:00 |

| Democrata - SL | - | Patrocinense | Partido cancelado | Partido cancelado | Partido cancelado |

## Copa Inconfidência
|  | Semifinales       | Semifinales       | Semifinales       | Semifinales       | Semifinales       |   |   | Final                    | Final                    | Final                    | Final                    | Final                    |  |
|  | 11 al 19 de marzo | 11 al 19 de marzo | 11 al 19 de marzo | 11 al 19 de marzo | 11 al 19 de marzo |   |   | 26 de marzo y 1 de abril | 26 de marzo y 1 de abril | 26 de marzo y 1 de abril | 26 de marzo y 1 de abril | 26 de marzo y 1 de abril |  |
|  |                   |                   |                   |                   |                   |   |   |                          |                          |                          |                          |                          |  |
|  |                   |                   |                   |                   |                   |   |   |                          |                          |                          |                          |                          |  |
|  | 5                 | Tombense          | 2                 | 0                 | 2                 |   |   |                          |                          |                          |                          |                          |  |
|  | 5                 | Tombense          | 2                 | 0                 | 2                 |   |   |                          |                          |                          |                          |                          |  |
|  | 8                 | Pouso Alegre      | 2                 | 0                 | 2                 |   |   |                          |                          |                          |                          |                          |  |
|  | 8                 | Pouso Alegre      | 2                 | 0                 | 2                 |   | 5 | Tombense                 | 2                        | 3                        | 5                        |                          |  |
|  |                   |                   |                   |                   |                   |   | 5 | Tombense                 | 2                        | 3                        | 5                        |                          |  |
|  |                   |                   | 6                 | Villa Nova        | 1                 | 2 | 3 |                          |                          |                          |                          |                          |  |
|  | 6                 | Villa Nova        | 6                 | Villa Nova        | 1                 | 2 | 3 | 2                        | 2                        | 4                        |                          |                          |  |
|  | 6                 | Villa Nova        |                   |                   |                   |   |   | 2                        | 2                        | 4                        |                          |                          |  |
|  | 7                 | Democrata - GV    | 0                 | 0                 | 0                 |   |   |                          |                          |                          |                          |                          |  |
|  | 7                 | Democrata - GV    | 0                 | 0                 | 0                 |   |   |                          |                          |                          |                          |                          |  |
|  |                   |                   |                   |                   |                   |   |   |                          |                          |                          |                          |                          |  |

Nota: El equipo que ocupa la primera línea es el que define la serie como local.

## Fase final
|  | Semifinales       | Semifinales       | Semifinales       | Semifinales       | Semifinales       |   |   | Final            | Final          | Final          | Final          | Final          |  |
|  | 11 al 19 de marzo | 11 al 19 de marzo | 11 al 19 de marzo | 11 al 19 de marzo | 11 al 19 de marzo |   |   | 1 y 9 de abril   | 1 y 9 de abril | 1 y 9 de abril | 1 y 9 de abril | 1 y 9 de abril |  |
|  |                   |                   |                   |                   |                   |   |   |                  |                |                |                |                |  |
|  |                   |                   |                   |                   |                   |   |   |                  |                |                |                |                |  |
|  | 1                 | Atlético Mineiro  | 0                 | 1                 | 1                 |   |   |                  |                |                |                |                |  |
|  | 1                 | Atlético Mineiro  | 0                 | 1                 | 1                 |   |   |                  |                |                |                |                |  |
|  | 4                 | Athletic Club     | 1                 | 0                 | 1                 |   |   |                  |                |                |                |                |  |
|  | 4                 | Athletic Club     | 1                 | 0                 | 1                 |   | 1 | Atlético Mineiro | 3              | 2              | 5              |                |  |
|  |                   |                   |                   |                   |                   |   | 1 | Atlético Mineiro | 3              | 2              | 5              |                |  |
|  |                   |                   | 2                 | América Mineiro   | 2                 | 0 | 2 |                  |                |                |                |                |  |
|  | 2                 | América Mineiro   | 2                 | América Mineiro   | 2                 | 0 | 2 | 2                | 2              | 4              |                |                |  |
|  | 2                 | América Mineiro   |                   |                   |                   |   |   | 2                | 2              | 4              |                |                |  |
|  | 3                 | Cruzeiro          | 0                 | 1                 | 1                 |   |   |                  |                |                |                |                |  |
|  | 3                 | Cruzeiro          | 0                 | 1                 | 1                 |   |   |                  |                |                |                |                |  |
|  |                   |                   |                   |                   |                   |   |   |                  |                |                |                |                |  |

|  | Campeón del Interior |               |   |  |
|  |                      |               |   |  |
|  | 4                    | Athletic Club | - |  |
|  | 4                    | Athletic Club | - |  |
|  | -                    | Campeón       | - |  |
|  | -                    | Campeón       | - |  |

Nota: El equipo que ocupa la primera línea es el que define la serie como local.

| Bandera del estado de Minas Gerais |
| Campeón Atlético Mineiro           |
| 48.º título                        |

## Clasificación general
- El campeonato otorga tres cupos para la Copa de Brasil 2024 y, si algún equipo lo tiene garantizado por otra vía, pasará al siguiente en la clasificación general. Además, otorga tres cupos para la Serie D 2024 a los equipos que no se encuentren en ninguna de las demás categorías.

| Pos. | Equipos          | PJ | PG | PE | PP | GF | GC | Dif. | Pts. |
| ---- | ---------------- | -- | -- | -- | -- | -- | -- | ---- | ---- |
| 1.   | Atlético Mineiro | 12 | 9  | 2  | 1  | 21 | 8  | +13  | 29   |
| 2.   | América Mineiro  | 12 | 7  | 3  | 2  | 21 | 12 | +9   | 24   |
| 3.   | Athletic Club    | 10 | 5  | 3  | 2  | 14 | 9  | +5   | 18   |
| 4.   | Cruzeiro         | 10 | 3  | 3  | 4  | 12 | 11 | +1   | 12   |
| 5.   | Tombense         | 12 | 5  | 4  | 3  | 21 | 17 | +4   | 19   |
| 6.   | Villa Nova       | 12 | 5  | 1  | 6  | 15 | 19 | −4   | 16   |
| 7.   | Pouso Alegre     | 10 | 2  | 6  | 2  | 9  | 12 | −3   | 12   |
| 8.   | Democrata - GV   | 10 | 2  | 4  | 4  | 8  | 14 | −6   | 10   |
| 9.   | Ipatinga         | 8  | 2  | 3  | 3  | 9  | 11 | −2   | 9    |
| 10.  | Patrocinense     | 11 | 3  | 2  | 6  | 12 | 14 | −2   | 11   |
| 11.  | Caldense         | 12 | 2  | 3  | 7  | 12 | 18 | −6   | 9    |
| 12.  | Democrata - SL   | 11 | 1  | 4  | 6  | 7  | 16 | −9   | 7    |

|  |                                                     |
|  | Campeón y clasificado a la Copa de Brasil 2024.     |
|  | Subcampeón y clasificado a la Copa de Brasil 2024.  |
|  | Clasificado a la Copa de Brasil 2024.               |
|  | Clasificado a la Serie D 2024.                      |
|  | Descendidos al Campeonato Mineiro - Módulo II 2024. |

## Goleadores
| Jugador             | Equipo           | Goles |
| ------------------- | ---------------- | ----- |
| Hulk                | Atlético Mineiro | 11    |
| Daniel Amorim       | Tombense         | 10    |
| Neto Costa          | Patrocinense     | 5     |
| Bruno Rodrigues     | Cruzeiro         | 4     |
| Wellington Paulista | América Mineiro  | 4     |
| Luan                | Villa Nova       | 4     |
| Aloísio             | América Mineiro  | 4     |
| Dodozinho           | Villa Nova       | 4     |